# Hedwigepolder
Le Hedwigepolder est un polder récupéré du Pays inondé de Saeftinghe, d'une superficie de 2,99 km2.
La plus grande partie est en Flandre zélandaise, province de Zélande, aux Pays-Bas, une petite partie est en Flandre belge.
Il a été nommé en l'honneur de Hedwige de Ligne (1877-1938) duchesse d'Arenberg. Les rues du polder portent le nom des enfants de la duchesse.
La zone est endiguée avant la guerre de Quatre-Vingts Ans (1568-1648), mais finalement inondée durant celle-ci pour des raisons stratégiques (1584). Au XVIIe siècle, le remblayage est relancé et quelques digues reconstruites. En 1907, ce polder, proche du néerlando-belge Prosperpolder est reconquis sur la mer.
À l'est du Hedwigepolder se trouvait un port à marée dont l'usage ne dura que peu de temps.

## Remise en état des terres ou remise en eau
Le plan Sigma avec la Belgique prévoit que ces terres soient de nouveau inondées
en compensation des travaux d'approfondissement de l'Escaut. La Zélande a accepté à contre cœur.

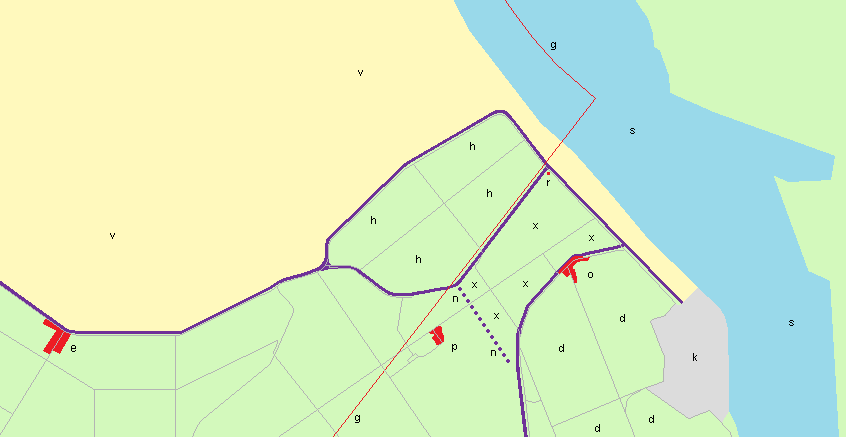
Le (h), entouré du Pays inondé de Saeftinghe (v), l'Escaut (s) et le Prosperpolder (la zone verte adjacente). Également le Prosperpolder (x) vise à poser réclamation ou perte et une nouvelle digue (n) pour protéger le reste du Prosperpolder. En outre sur la carte la Centrale nucléaire de Doel (k), le Doelpolder (d), la tour radar (r), la frontière entre les Pays-Bas et la Belgique (g), Oude Doel (o) et les hameaux Prosperpolder (p) et Emmadorp (e).